# Elizabeth Stride
Elizabeth Stride (Torslanda, Zweden, 27 november 1843 - Whitechapel, Londen, 30 september 1888) was het derde canonieke slachtoffer van Jack the Ripper. Haar moord volgde drie weken op de moord op Annie Chapman en een maand op de moord op Mary Ann Nichols. Ze werd op dezelfde dag als Kate Eddowes gedood, waardoor die dag wel aangeduid wordt als the double event (de dubbele gebeurtenis). Hoewel ze wordt beschouwd als een van de vaststaande slachtoffers van de Ripper, is zij toch het slachtoffer dat het meest afwijkt van de andere slachtoffers. Daardoor is er enige discussie of Stride inderdaad door de Ripper gedood is. 

## Zweden
Stride werd geboren als tweede dochter van Gustaf Ericsson en Beata Carlsdotter, in een boerenfamilie in Zweden. Volgens de Zweedse naamsconventies werd ze aangeduid als Elizabeth Gustafdotter. Na haar geboorte volgden nog twee jongere broertjes. De familie was lutheraans. In 1859 deed Stride belijdenis, een jaar later zocht ze een dienstbetrekking in Göteborg, een stad die een paar kilometer verderop lag.

### Zwangerschap, ziekte en schandlijsten
Begin 1864 eindigde haar dienstbetrekking, overleed haar moeder aan tuberculose en aan het eind van dat jaar raakte Stride zwanger. Hierdoor kwam ze op de zogeheten schandlijsten van de stad, die mogelijk twee van dergelijke lijsten had. Op de ene lijst werden prostituees genoemd en op de andere ongehuwd zwangere vrouwen en andere vrouwen die slechte mores vertoonden. Zodra je op een van de lijsten stond, was het moeilijk, zo niet onmogelijk, om werk te krijgen. Veel vrouwen van de lijsten eindigden dan ook als prostituee. Alle vrouwen op de schandlijsten moesten zich regelmatig aan medische onderzoeken onderwerpen, ook Stride. Bij een van die onderzoeken werden symptomen van syfilis bij haar geconcludeerd. Ze werd daarop naar een ziekenhuis gespecialiseerd in geslachtsziekten gestuurd. Amper een maand na de ontdekking van de ziekte, op 21 april, beviel ze - mogelijk door de agressieve (en nutteloze, aangezien er pas genezing mogelijk werd met de behandelingen van 1910) behandeling - twee maanden te vroeg van haar dochter, die niet in leven was.

### Van de schandlijst af
Op 10 november 1865 ontmoette Stride Maria Wiesner, waarschijnlijk bij een van haar verplichtte medische onderzoeken. Om van de schandlijst af te komen, had je een brief aan de politie nodig van een werkgever die wel voor je in wilde staan. Wiesner zocht nu juist een goedkoop dienstmeisje en de vrouwen in het register kregen slechts kost en inwoning. Mogelijk werd ze ook geïnspireerd door de beweging die in Europa meende dat 'gevallen vrouwen' ondersteund moesten worden om een goede dienstbetrekking te krijgen. Stride ging voor de Wiesners werken in Göteborg en mocht van de lijst af. in deze periode viel haar ook een bescheiden bedrag ten deel, mogelijk van haar moeders erfenis, maar mogelijk ook van een voormalige klant of de vader van haar kind. Ze besloot het bedrag te gebruiken om naar Engeland te trekken. Op 7 februari 1866 vertrok ze per schip naar Londen.

## Londen
Eenmaal in Londen aangekomen werd ze dienstbode bij een gezin uit de hogere klassen, dat meerdere bedienden in dienst had. Ze woonde in het huis van het gezin, aan de rand van Hyde Park. Hier gaat ze om onbekende redenen weg, hoewel historica Hallie Rubenhold vermoedt dat zij er wellicht een affaire op nahield met de broer van de heer des huizes en hierdoor moest vertrekken. In 1869 dook ze weer op in een andere betrekking, bij een logementhoudster, Elizabeth Bond. In deze periode ontmoette ze ook John Stride, met wie ze op 7 maart 1869 trouwde. Het stel startte een koffiehuis dat weinig winstgevend werd en gesloten moest worden. Er volgde een tweede poging, die deels door Strides werk als timmerman - waar hij ook voor was opgeleid - overeind werd gehouden. Mogelijk was de belofte op een aanzienlijke erfenis, John Stride had een vader met veel bezit, ook een van de redenen van uitstel van executie. Toen Johns vader echter stierf, bleek hij niets aan John nagelaten te hebben. De Strides sloten daarop de koffiezaak.

### Scheiding
In 1877 besloot Stride haar echtgenoot te verlaten. Diezelfde maand stuurde de politie haar naar een werkhuis, omdat ze als landloper werd aangemerkt. Snel daarna kwamen de Strides weer samen, hoewel het ook in deze periode geen gelukkig huwelijk was. John Stride werd al gauw ziek, wat maakte dat Stride een kostje bij elkaar moest scharrelen. In dezelfde periode was de Princess Alice, een plezierjacht, gezonken met een grote hoeveelheid doden tot gevolg. Stride begon het verhaal te vertellen dat twee van haar negen kinderen - ze had geen levende kinderen - en haar echtgenoot - nog altijd springlevend - waren omgekomen bij dit ongeval. Mogelijk hoopte ze op deze manier van de liefdadigheid die de slachtoffers ten deel viel, gebruik te kunnen maken. Ze zou het verhaal ook in latere jaren nog veelvuldig gebruiken.
In december 1881 gingen de Strides permanent uit elkaar. Elizabeth Stride zou een toelage van haar echtgenoot krijgen (hoewel ze van bed en tafel gescheiden waren, was een wettelijke scheiding in deze periode onmogelijk). Ze werkte in deze periode als schoonmaakster, vooral bij Joodse gezinnen die tijdens de sabbat niet zelf de schoonmaakwerkzaamheden mochten uitvoeren. Het werk werd gezien als een lage vorm van dienstbaarheid; in vaste dienst bij een werkgever zijn had een hoger aanzien. Ook haar werk voor Joodse gezinnen zal in het antisemitische Londen van deze tijd niet goed gevallen zijn. In deze periode verviel Stride tevens in alcoholisme.
In oktober van 1884 stierf John Stride, waarmee ook Strides toelage stopgezet werd. Een maand later werd Elizabeth Stride gearresteerd omdat ze getippeld zou hebben op straat. In deze periode kreeg ze een relatie met Michael Kidney. Het was een slechte relatie, met drankgebruik van beide kanten en gewelddadigheid en overspel van Kidneys kant. Tussen 1886 en 1888 werd Stride veelvuldig door politie gearresteerd, vanwege dronkenschap en obscene taal. Mogelijk ging haar syfilis in deze periode ook zijn derde fase in, waarin de hersens worden aangetast door de ziekte, waar haar gedrag wellicht een symptoom van was.

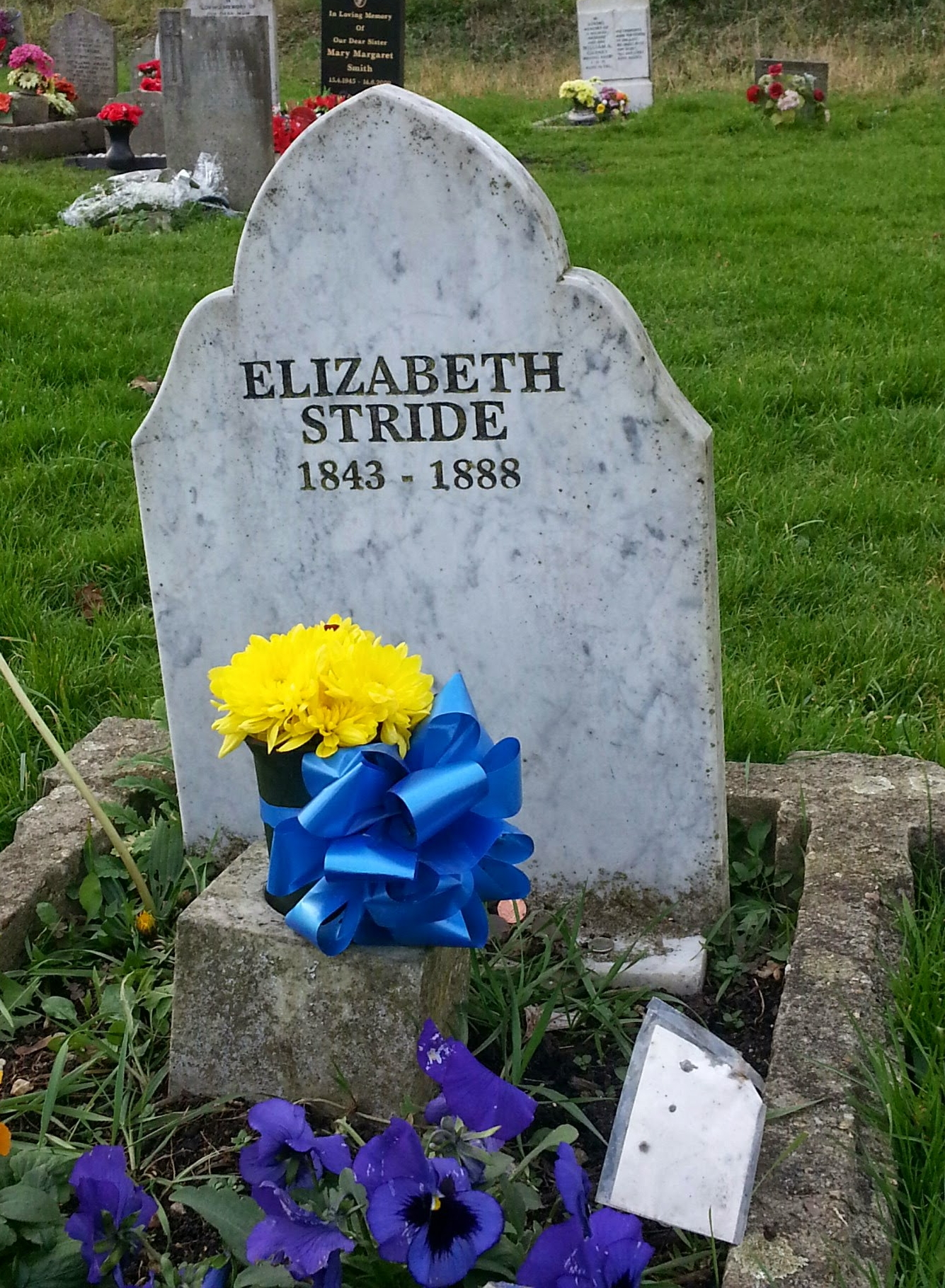
Het graf van Stride

## Dood
Tegen het einde van haar leven had Stride nog maar weinig contacten. Ze hield veel mensen met een enorme reeks leugens, waarvan het verhaal over de Princess Alice nog een van de minste was, op afstand. Eind september kreeg ze weer ruzie met Kidney en vertrok naar een logement. Ze had wat gegeten en gedronken vlak voor ze vermoord werd, maar vrijwel niemand kon haar precieze plannen vertellen; ze had simpelweg te weinig contacten.
Ene Israël Schwartz zag na het inslaan van Berner Street een man en een vrouw ruziën, het werd zelfs fysiek, maar draaide zich snel om om zich er niet mee te hoeven bemoeien. De vrouw stond met haar rug naar Dutfield's Yard. Hij liep de andere kant op en zag uit de duisternis aan de overkant van de straat een man een pijp opsteken en op hem toe lopen. Hij vluchtte, bang dat de man hem weg wilde jagen. De man die ruzie had gemaakt met de vrouw, hoorde hij 'Lipski' roepen, een verwijzing naar Israël Lipski, een Joodse moordenaar die eerder actief was in dezelfde omgeving, of, meer algemeen, een scheldwoord dat gebruikt werd tegen Joden. Schwartz was Joods, net als Diemschutz, een voorbijganger die een kwartier later Elizabeths lichaam vond in Dutfield's Yard. Het lichaam was nog warm, met doorgesneden keel. Schwartz zou later haar lichaam identificeren als de vrouw die hij zag ruziën met de man.

## Ripper-slachtoffer?

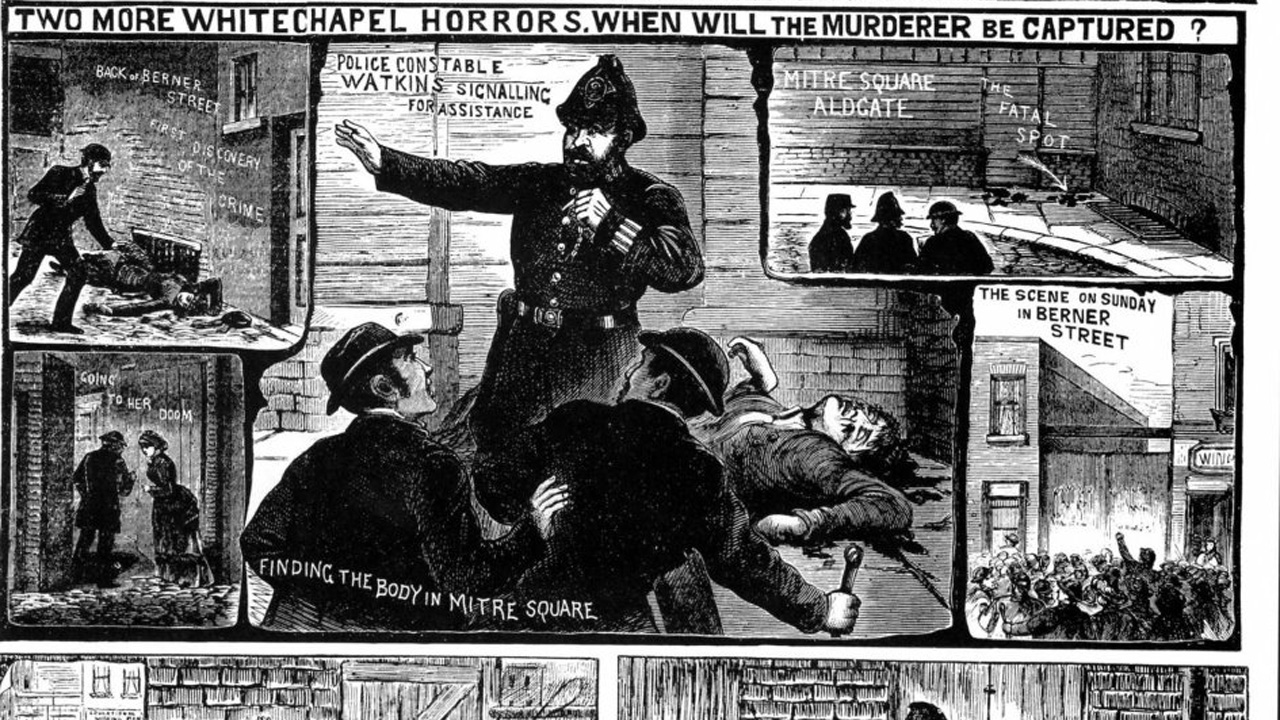
De kranten leken er niet aan te twijfelen dat de moord van Stride verbonden was met de andere slachtoffers. Dit is een beschrijving in the illustrated Police News van 6 oktober 1888 van the double event

Waarschijnlijk werd de Ripper gestoord tijdens de moord op Stride, wat verklaart dat haar lichaam nog redelijk intact was, op de snede in haar hals na. Het bloed droop op het moment dat zij gevonden werd, nog uit haar hals. Mogelijk leidde het niet kunnen voltooien van zijn modus operandi, tot de drang een tweede moord te kunnen plegen, waar Eddowes het slachtoffer van was.
Er zijn echter ook onderzoekers die geloven dat Stride geen Ripper-slachtoffer was, omdat haar lichaam niet gemutileerd was. Ook was het mes wat gebruik was om haar aan te vallen niet hetzelfde mes als dat wat was gebruikt op Chapman en Nichols, maar een veel botter mes. Mogelijk was dit een mes dat Stride zelf bij haar hield en probeerde te gebruiken om zich te beschermen tegen haar moordenaar. Het mes was ook volledig anders gebruikt. Waar bij de andere twee slachtoffers het mes met grof geweld in hun keel was gezet nadat ze al bewusteloos waren, was het op Stride gebruikt terwijl ze overeind stond. Ook was het mes niet zo diep gestoken als bij Nichols en Chapman het geval was geweest. Tevens was de locatie waar zij vermoord is, aanzienlijk anders dan de plekken waar Chapman en Nichols vermoord werden. Deze locaties lagen betrekkelijk beschut, maar de plek waar Stride werd aangevallen, was naast een drukbezochte pub.

## Bezittingen
Elk van de vrouwen die buiten gevonden werd, had een aantal spullen bij zich. Elizabeth Stride had de volgende spullen bij zich en droeg de volgende kleding:
- Lange jas van zwarte stof, met bont afgezet aan de zoom, met daarop een corsage van een rode roos en wit venushaar
- Zwarte rok
- Zwarte crêpe hoed (met een krant aan de achterkant gepropt)
- Geruite sjaal
- Lijfje van donkerbruin fluweel
- Twee onderrokken van lichte serge
- Wit hemd
- Witte kousen
- Laarzen
- Twee zakdoeken
- Vingerhoedje
- Stukje wol om een kaart gewikkeld
- Sleutel voor een hangslot
- Eindje potlood
- Kleine en zes grote knopen
- Kam
- Afgebroken stuk van een kam
- Metalen lepel
- Haakje (van een jurk)
- Een stuk mousseline
- Een of twee stukjes papier

- Gemeinsame Normdatei: 1300594241
- International Standard Name Identifier: 0000 0000 3890 3046
- Library of Congress Control Number: n2008032556
- Virtual International Authority File: 58550870
- WorldCat: E39PCjvvtVxBPkMBVxYPwv7MWC